# Bob Costas
Robert Quinlan Costas, conocido como Bob Costas (22 de marzo de 1952 en Nueva York, Nueva York (estado)) es un periodista deportivo que trabaja en NBC Sports desde comienzos de los años 80. A lo largo de su carrera informativa, ha presentado nueve ediciones de los juegos olímpicos.

## Biografía
Costas nació en Queens y se crio en Commack en el seno de una familia irlandesa por parte materna y griega por parte paterna. En un documental deportivo dirigido por Ken Burns, Costas afirmó tener una relación distante con su padre aunque sin entrar en detalles. 
Se graduó en el Instituto de Commack y después pasaría a estudiar telecomunicaciones y retórica en la Universidad de Siracusa aunque abandonó sus estudios. Años después recibiría el diploma honorífico en el que quedaba acreditado sus conocimientos en comunicación.

### Inicios
Su carrera como presentador deportivo empezó mientras asistía a la Universidad de comentarista para el equipo universitario de hockey. 
No obstante, hizo su debut profesional como locutor en la emisora KMOX de St. Louis, Misuri desde donde retransmitía los partidos del Spirits of St. Louis de la ABA en 1974 y del Missouri Tigers. En la cadena de radio también ejercía de copresentador en un programa de línea abierta con el oyente.
Durante la temporada 1979-80 de la NBA estuvo retransmitiendo los partidos de los Chicago Bulls a través de WGN-TV. Anteriormente estuvo trabajando en la sección regional de la NFL y de la NBA por parte de la CBS hasta que recaló en la NBC.

### NBC Sports
En 1979 fue contratado por Don Ohlmeyer para presentar los deportes en los servicios deportivos, aunque en un principio Ohlmeyer le vio como a un joven de 14 años en lugar de los 28 que tenía en aquel entonces, anécdota que Costas recordó en una entrevista en el talk show Late Night with Conan O'Brien.
Mientras trabajaba en la cadena, fue el encargado de las retransmisiones de los partidos de la NBA (baloncesto) y la MLB (béisbol) junto a Isaiah Thomas y Doug Collins desde 1997 hasta 2002 (como comentaristas), Sal Brando en 1982, Tony Kubek de 1983 a 1989, Joe Morgan y Bob Uecker de 1994 al 2000 para los partidos de béisbol.
Desde 2001 ha sido comentarista del Derby de Kentucky, en 1995 retransmitió el US Open de golf, y en 2009 el Kentucky Oaks.
En 2010, con la introducción del canal temático deportivo de la NBC, Costas pasó a ser el presentador de su propio programa de entrevistas.

### Comentarista de la NHL
Entre los años 2008 al 2010 ofreció cobertura a la Clásica de Invierno de la NHL con la posibilidad de que presentase la del año que viene, pero tras la suspensión del partido solo pudo ofrecer la previa antes de trasladarse a Seattle por un contrato que tenía con la cadena. En 2012 volvió a retransmitir la temporada de la liga de hockey.

### Locutor de radio
Entre 1986 al 1996 estuvo al frente de un programa radiofónico titulado Costas Coast to Coast que posteriormente pasaría a llamarse Costas on the Radio, el cual estuvo en antena tres años más. Aparte de la información deportiva, la programación abarcaba temas generalistas. 

### Talk show
En 1988 fue el presentador del programa Later with Bob Costas hasta 1994 durante su estancia en la NBC. El programa fue producido por Dick Ebersol y se emitió a la 01:30 (hora local) después de The Tonight Show Starring Johnny Carson y Late Night with David Letterman. A diferencia de los dos últimos talk shows, el programa de Costas solo trataba de una sola entrevista a un invitado y sin orquestas ni monólogos. En varias ocasiones, Costas entrevistaba a cada invitado durante varios programas en una entrevista en profundidad ganando reconocimiento profesional.[cita requerida]
En junio de 2005, el presidente de la CNN Jonathan Klein le contrató para sustituir a Larry King durante un año aunque ambos dejaron claro que no pretendían reemplazarle permanentemente. Junto a Costas trabajó Nancy Grace como colaboradora.
Dos meses después abandonó el programa tras negarse a tratar el caso de la joven desaparecida Natalee Holloway. Según sus declaraciones, no tenía nada que ver con ella, pero se sintió incómodo por tratar un tema tan espinoso.
Desde octubre de 2011, Costas es corresponsal del talk show Rock Center with Brian Williams donde ganó notoriedad tras una entrevista concedida en noviembre del mismo año a Jerry Sandusky, entrenador de la Universidad Estatal de Pensilvania y supuesto autor de abusos a menores.
Más tarde pasaría a presentar en la NBC su propio programa deportivo.

### HBO Sports
En 2001 fue contratado por HBO para presentar un programa de entrevistas. La producción era similar a otros programas en los que estuvo anteriormente.
En 2002 pasaría a ser colaborador en Inside the NFL hasta el final de la temporada 2007. El programa estuvo dirigido por jugadores retirados de la NFL como Dan Marino, Cris Carter.
Dos años después abandonaría HBO para fichar por MLB Network.

### MLB Network
Costas accedió a contribuir en la creación de la cadena y el 1 de enero de 2009 presentó All Time Games cuyo primer programa fue la retransmisión de la World Series de 1956. 
El 3 de febrero de 2009 pasaría a presentar un programa de entrevistas en MLB Network Studio 42 with Bob Costas además de comentar los partidos del jueves de la liga de béisbol.

### Otros programas
Costas ha sido colaborador habitual en varios programas de Ken Burns en la PBS además de participar en A Time for Champions, película producida por la misma cadena.

## Vida privada
En 1983 se casó con Carole Randall Krummenacher con la que tuvo dos hijos: Keith y Taylor, y de la que se separó en 2001. En 2004 volvería a casarse con Jill Sutton, con la que reside en San Luis, Misuri.